# Horst Tappert
Horst Tappert (Elberfeld, 26 mei 1923 – Planegg, 13 december 2008) was een Duits acteur en werd vooral bekend door zijn rol als hoofdinspecteur Derrick in de gelijknamige Duitse krimi (1974-1998).

## Biografie

### Jongere jaren
Tappert werd als kind van een postbode geboren in Elberfeld (sinds 1929 onderdeel van Wuppertal). Tijdens de Tweede Wereldoorlog diende hij eerst in de Wehrmacht, maar later in de Waffen-SS, net als Herbert Reinecker, de latere schrijver van Derrick. Binnen de SS was hij eerst lid van de SS-Flak-Ersatzabteilung in Arolsen; vanaf 22 maart 1943 zat hij bij de 3. SS-Division Totenkopf.
Hierover zweeg hij zijn leven lang publiekelijk; voor zover zijn activiteiten tijdens de Tweede Wereldoorlog aan bod kwamen in interviews en in zijn memoires, vertelde hij alleen dat hij als hospik in de Wehrmacht had gediend. Zijn vrouw was er wel van op de hoogte, net als een vriend.
Na terugkeer uit krijgsgevangenschap werkte Tappert aanvankelijk als boekhouder bij een theater. Daar werd hij snel enthousiast voor het acteerwerk en vanaf 1946 volgde hij acteerlessen. Na op het toneel gestaan te hebben in onder meer Göttingen en Bonn, kreeg hij in 1958 een vaste aanstelling bij de Münchner Kammerspiele.
Hoewel hij eind jaren vijftig al zijn televisiedebuut had gemaakt, vond zijn televisiedoorbraak plaats in 1966 toen hij een belangrijke rol speelde in de driedelige krimi-serie Die Gentlemen bitten zur Kasse. De jaren daarop speelde hij in meer misdaadfilms.

### Der Kommissar
Horst Tappert had een gastrol in de 60ste aflevering (5e seizoen, aflevering 6) van de serie Der Kommissar (Erik Ode) "Die Nacht in der Basseck starb". Hij speelde de manager Kareis van een vermoorde nachtclubeigenaar die ook de Les Humphries Singers had gecontracteerd. De serie Derrick begon meer dan een jaar na uitzending van deze episode in de zomer van 1973. Harry Klein (Fritz Wepper) was medewerker van der Kommissar en ondervroeg Kareis. Al eerder deed hij mee in het 2e seizoen aflevering 7, "...wie die Wölfe" als "Herr Gassner".

### Derrick

Graf van Horst Tappert

In 1974 kreeg hij de hoofdrol in de krimi Derrick, als hoofdinspecteur Stephan Derrick, bijgestaan door zijn trouwe assistent-inspecteur Harry Klein, gespeeld door Fritz Wepper. De serie duurde 281 afleveringen (25 seizoenen) en Derrick werd een internationaal succes. De serie werd op televisie uitgezonden in 108 landen. In Nederland werd de serie tussen oktober 1974 en oktober 1998 uitgezonden door de TROS. De allerlaatste aflevering kwam in Duitsland, Oostenrijk en Zwitserland op televisie op 16 oktober 1998, toen Tappert inmiddels 75 jaar oud was.
Horst Tappert, die al jaren leed aan diabetes 2 en ook kanker had, overleed op 13 december 2008 op 85-jarige leeftijd aan complicaties in een ziekenhuis in Planegg bij München. In februari 2009 maakte zijn derde echtgenote Ursula Tappert-Pistor, die hij in 1957 had leren kennen, bekend dat hij was gestorven, nadat hij van de beademing gehaald was en de infusen waren verwijderd. Dit zouden beiden zo afgesproken hebben.
Horst Tappert ligt begraven op het Waldfriedhof van Gräfelfing (Beieren). Hij liet drie kinderen na.

## Reacties op Tapperts SS-verleden
Pas in april 2013 werd bekend dat Tappert bij de Waffen-SS gediend had. Hierna besloten Omroep MAX, de Duitse televisiezender ZDF en de Belgische zender RTBF alle nog uit te zenden herhalingen van de politieserie te schrappen. De Utrechtse discotheek 'Aus der Reihe Derrick' plakte een dag na het bekend worden van het Waffen-SS-lidmaatschap op alle posters in de zaak een zwarte balk over de ogen van de acteur.

## Tappert in Nederland
- In 1979 verscheen de single Kerstmis alleen, waarop Tappert in het Nederlands zingt, begeleid door de gebroeders Brouwer.
- In 2002 speelde Tappert in de Nederlandse reclamecampagne Geen spoed, wél politie bij de introductie van het Landelijk Telefoonnummer Politie.[12] In de reclame werd hij neergezet als een gepensioneerde Derrick die, tijdens het bereiden en eten van een braadworst met zuurkool, steeds telefonisch wordt lastiggevallen door mensen die iets bij de politie willen melden.
- In 1989 nam Horst Tappert zitting in het panel van het televisieprogramma Wedden dat..?. Hij verloor zijn weddenschap, waarop hij als tegenprestatie bij de Koninklijke Marechaussee wachtliep op Paleis Noordeinde in Den Haag.[13][14]

## Filmografie

### Bioscoopfilms
- 1950: Frauenarzt Dr. Prätorius
- 1958: Wir Wunderkinder
- 1958: Helden
- 1959: Der Engel, der seine Harfe versetzte
- 1959: Jacqueline
- 1959: Das schöne Abenteuer
- 1962: Er kann’s nicht lassen
- 1962: Schneewittchen und die sieben Gaukler
- 1963: Zwei Whisky und ein Sofa
- 1966: Die Rechnung – eiskalt serviert
- 1968: Heißer Sand auf Sylt
- 1968: Der Hund von Blackwood Castle
- 1968: Der Gorilla von Soho
- 1969: Der Mann mit dem Glasauge
- 1969: Sieben Tage Frist
- 1970: Perrak
- 1971: Der Teufel kam aus Akasava
- 1971: Und Jimmy ging zum Regenbogen
- 1971: Rosy und der Herr aus Bonn
- 1971: Der Kapitän
- 1971: Sie tötete in Ekstase
- 1972: Der Todesrächer von Soho
- 1974: Auch ich war nur ein mittelmäßiger Schüler

### Televisiefilms
- 1957: Soledad
- 1958: Die Alkestiade
- 1958: Die Tochter des Buchmachers
- 1958: Der öffentliche Ankläger
- 1958: Schwester Bonaventura
- 1958: Die Abwerbung
- 1959: Ruf ohne Echo
- 1959: Spanische Legende
- 1958: So ist es – ist es so?
- 1961: Einladung ins Schloß
- 1961: Küß mich Kätchen
- 1961: Ein schöner Tag
- 1961: Nora
- 1961: Übergewicht
- 1961: Amphitryon
- 1962: Der Abstecher
- 1962: Dir Rache
- 1963: Heiraten ist immer ein Risiko
- 1963: Dr. Joanna Marlowe
- 1963: Das tödliche Patent
- 1963: Leonce und Lena
- 1964: Der Mann mit dem Zylinder
- 1964: Sechs Personen suchen einen Autor
- 1964: Der Aussichtsturm
- 1964: Der trojanische Krieg findet nicht statt
- 1964: Elektra
- 1965: Die Reise
- 1965: Der Spielverderber – Das kurze, verstörte Leben des Kaspar Hauser
- 1965: Eine reine Haut
- 1965: Judith
- 1965: Tatort
- 1966: Das ganz große Ding
- 1966: Ein Tag in Paris
- 1966: Der Kinderdieb
- 1966: Der Mann aus Melbourne
- 1966: Der schwarze Freitag
- 1967: Liebe für Liebe
- 1967: Ein Riß im Eis
- 1967: Der Panamaskandal
- 1967: Die Kollektion
- 1967: Der große Postraub
- 1967: Ist er gut? – Ist er böse?
- 1967: Heinrich IV.
- 1968: Hinter den Wänden
- 1969: Das schönste Fest der Welt
- 1969: Transplantation
- 1970: Industrielandschaft mit Einzelhändlern (NDR, het verhaal van de teloorgang van een Hamburgse apotheker; zie ook: Kulenkampffs Schuhe, 2018)
- 1970: Mrs. Hyde
- 1970: August der Starke – Ein ganzes Volk nennt ihn Papa
- 1971: Yester – der Name stimmt doch?
- 1971: Männer aus zweiter Hand
- 1972: Blüten der Gesellschaft
- 1973: Gabriel
- 1973: Wenn Annemarie ins Wasser geht – Die seltsamen Erlebnisse, Erinnerungen und Phantasien des Herrn T.
- 1973: Fall nicht in den Schwanensee
- 1974: Plus minus null
- 1978: Unsere kleine Welt
- 2000: Der Kardinal – Der Preis der Liebe
- 2003: Herz ohne Krone

### Televisie- en meerdelige series
- 1961: Zu viele Köche
- 1962: Das Halstuch
- 1966: Die Gentlemen bitten zur Kasse
- 1968: Das Kriminalmuseum
- 1969: Seltsames Zwischenspiel
- 1970: Der Kommissar
- 1972: Hoopers letzte Jagd
- 1972: Eine Frau bleibt eine Frau
- 1973: Der Kommissar: Die Nacht, in der Basseck starb
- 1974–1998: Derrick
- 1997: RTL Samstag Nacht

## Hoorspelen
| Jaar | Titel                                                      | Rol                             | Regie                  |
| ---- | ---------------------------------------------------------- | ------------------------------- | ---------------------- |
| 1957 | Die Brüder Rico                                            | Joe                             | Leonard Steckel        |
| 1958 | Das Lied der Drehorgel                                     | kastelein                       | Heinz-Günter Stamm     |
| 1959 | Paul Temple und der Conrad-Fall                            | Herr Günther, Hotelier          | Willy Purucker         |
| 1959 | Peter Voss, der Millionendieb                              | Advocaat                        | Heinz-Günter Stamm     |
| 1960 | Der Transport                                              |                                 | Gerlach Fiedler        |
| 1960 | Winterreise                                                | Mann                            | Fritz Schröder-Jahn    |
| 1960 | Zum Empfang sind erschienen                                | John Heath                      | Fritz Schröder-Jahn    |
| 1960 | Das Käthchen von Heilbronn (Die Feuerprobe)                |                                 | Heinz-Günter Stamm     |
| 1960 | Die Legende vom heiligen Trinker                           | De drinker                      | Raoul Wolfgang Schnell |
| 1960 | Der Regenbogen aus der Kugel                               |                                 | August Everding        |
| 1961 | Das Lied der Lieder                                        | De bedrijfsleider               | Oswald Döpke           |
| 1961 | Fischerjungen                                              |                                 | August Everding        |
| 1962 | Sherlock Holmes spannt aus                                 | Cunningham                      | Heinz-Günter Stamm     |
| 1962 | Das gelbe Krokodil                                         |                                 | August Everding        |
| 1962 | Gäste aus Deutschland                                      | Grandpierre, gemeentesecretaris | Fritz Schröder-Jahn    |
| 1962 | Ein Elefant aus Cartagena                                  |                                 | Otto Kurth             |
| 1962 | Terra Incognita                                            | Dr. Andrew Gauge                | Wilm ten Haaf          |
| 1963 | Silberstrahl                                               | Colonel Ross                    | Heinz-Günter Stamm     |
| 1963 | Die Kameliendame                                           | Baron von Varville              | Heinz-Günter Stamm     |
| 1964 | Der Prozeß um des Esels Schatten                           | Advocaat Physignatus            | Otto Kurth             |
| 1964 | Träume                                                     |                                 | Otto Kurth             |
| 1965 | Gestatten, mein Name ist Cox: Trommeln gehört zum Handwerk | Don Alvarez Quinto              |                        |
| 1965 | Das Geheimabkommen                                         |                                 | Wilm ten Haaf          |
| 1965 | Das Fräulein von Scuderi                                   | König                           | Edmund Steinberger     |
| 1965 | Buddenbrooks                                               | Christian Buddenbrook           | Wolfgang Liebeneiner   |
| 1965 | Der Mord in der Rue Morgue                                 | Monsieur Auguste Dupin          | Edmund Steinberger     |
| 1965 | Die Glocken von Bicêtre                                    | Andoire                         | Gert Westphal          |
| 1965 | Ein Fünfmarkstück namens Müller                            | Tod                             | Karl Wittlinger        |
| 1966 | Prinz und Betteljunge                                      | Verteller                       | Jan Alverdes           |
| 1967 | Rochade                                                    | Brille                          | Dieter Giesing         |
| 1967 | Die Auskunft                                               | Voorlichter                     | Paul Pörtner           |
| 1968 | Die Dreigroschenoper                                       | Mackie Messer                   | Ulrich Lauterbach      |
| 1968 | Die Gentlemen bitten zur Kasse                             |                                 | Sándor Ferenczy        |
| 1969 | Der Anschlag                                               | Strunz                          | Peter Michel Ladiges   |
| 1970 | Verlorene Illusionen                                       | Baron du Chatelet               | Fritz Schröder-Jahn    |
| 1970 | Reisebeschreibung                                          | Professor                       | Raoul Wolfgang Schnell |
| 1971 | Die Pferdediebe in Arkansas                                | Rawson                          | Jan Alverdes           |
| 1971 | Tödliches Experiment                                       | Duncan Fleet                    | Karl Ebert             |
| 1971 | Das Schlangennest                                          | Ralph Cherril                   | Fritz Schröder-Jahn    |
| 1972 | Nora oder Ein Puppenheim                                   | Dr. Rank                        | Heinz-Günter Stamm     |
| 1972 | Die letzte harte Rechnung                                  | Pepe Zantoza                    | Heinz-Günter Stamm     |
| 1974 | Väter und Söhne                                            | Pawel Kirsanow                  | Gert Westphal          |
| 1976 | Der Fall der Kommissare                                    | Hoofdinspecteur Derrick         | Günther Sauer          |
| 1977 | Wie war der Film, erzähl doch mal                          |                                 | Heiner Schmidt         |
| 1978 | Finden Sie, daß Constanze sich richtig verhält?            |                                 | Günther Sauer          |
| 1996 | Zur letzten Klappe                                         | Hoofdinspecteur Derrick         | Caroline Draber        |

## Autobiografie
- Derrick und ich. Meine zwei Leben. Heyne, München 1998, ISBN 3-453-15000-7; ebd. 1999, ISBN 3-453-16162-9